# Le Bleymard
Le Bleymard [lə blemaʁ] ist eine ehemalige französische Gemeinde mit 389 Einwohnern (Stand: 1. Januar 2022) im Département Lozère in der Region Okzitanien.
Le Bleymard wurde mit Wirkung vom 1. Januar 2017 mit den Gemeinden Bagnols-les-Bains, Belvezet, Chasseradès, Mas-d’Orcières und Saint-Julien-du-Tournel zu einer Commune nouvelle mit dem Namen Mont Lozère et Goulet zusammengeschlossen, wo sie seither über den Status einer Commune déléguée verfügt.

## Geographie
Le Bleymard ist ein Gebirgsdorf am Oberlauf des Flusses Lot, nördlich des Gebirgsmassivs des Mont Lozère am nördlichen Rand des Nationalpark Cevennen. Drei Weiler gehörten zur Gemeinde, Saint-Jean du Bleymard, Valescure und Le Bonnetés.

## Geschichte

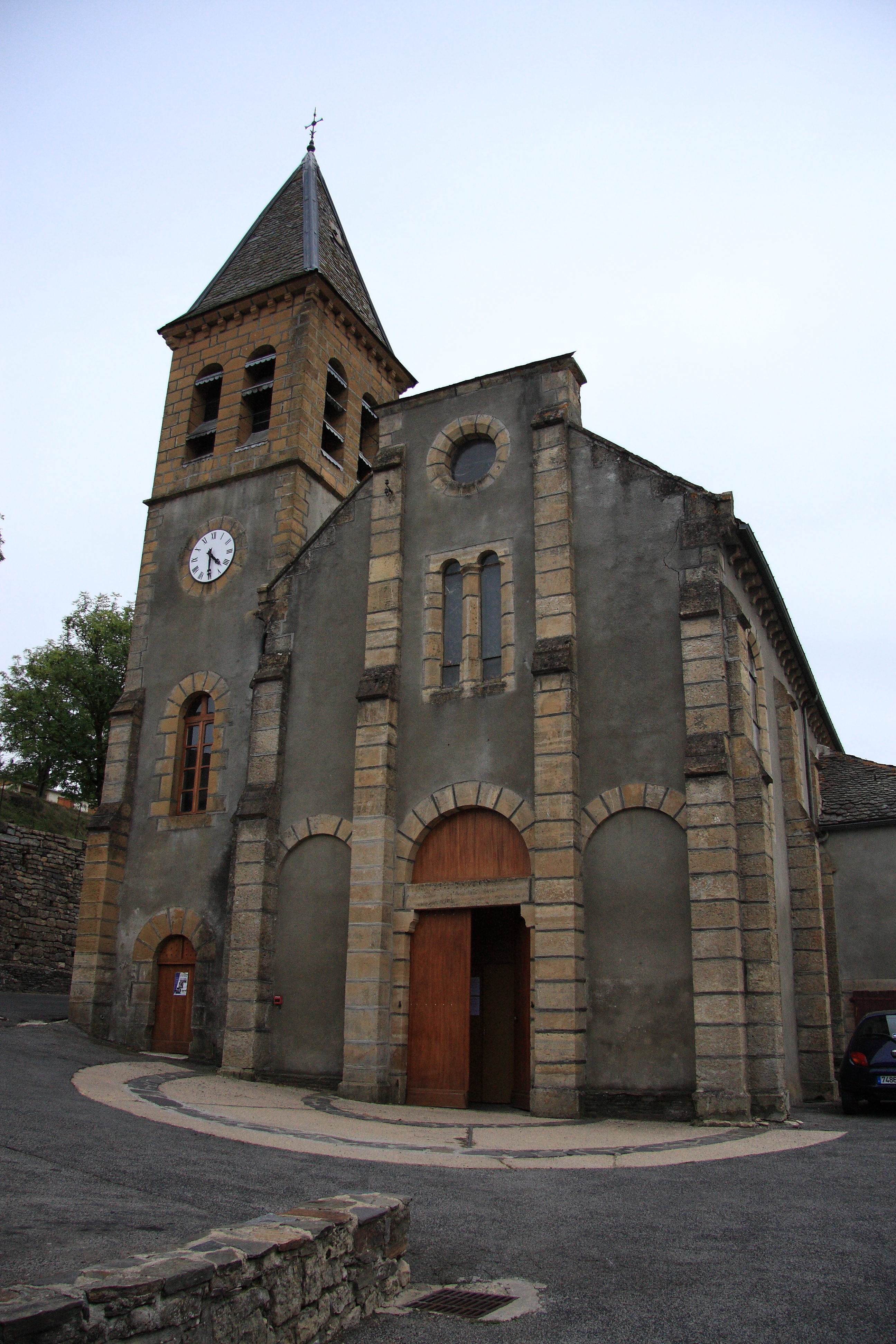
Kirche Saint-Jean-Baptiste

Le Bleymard erhielt 1793 im Zuge der Französischen Revolution den Status einer Gemeinde (als Le Blezinard) und 1801 das Recht auf kommunale Selbstverwaltung (als Bleymard).

## Bevölkerungsentwicklung
| Jahr      | 1962 | 1968 | 1975 | 1982 | 1990 | 1999 | 2007 | 2014 |
| Einwohner | 324  | 295  | 358  | 434  | 440  | 446  | 356  | 377  |

## Sehenswürdigkeiten
Das Maison de notable (Haus der Standesperson) wurde im 17. Jahrhundert erbaut. Es befindet sich im Privatbesitz und wurde 1997 teilweise in das Zusatzverzeichnis der Monuments historiques (historische Denkmale) eingetragen. Der Denkmalschutz betrifft die Fassaden und Bedachung.
Die Kirche Saint-Jean-Baptiste in Saint-Jean du Bleymard wurde im 12. Jahrhundert erbaut. Sie wurde 1979 als Monument historique klassifiziert. Ihr Altar wurde im 18. Jahrhundert konstruiert und 1978 als Monument historique eingestuft.